# Pierre Miremont
 (avril 2016).
Si vous disposez d'ouvrages ou d'articles de référence ou si vous connaissez des sites web de qualité traitant du thème abordé ici, merci de compléter l'article en donnant les références utiles à sa vérifiabilité et en les liant à la section « Notes et références ».
Pierre Miremont, né le 17 décembre 1901 au Buisson (Dordogne) et mort le 22 juillet 1979 à La Garde (Var), est un écrivain français, rédigeant en occitan et en français.

## Biographie
Pierre ou Pèire Miremont est né en 1901 au Buisson-de-Cadouin. Il est décédé en 1979 à Cuers. Ses grands-parents, originaires du Sarladais, ne parlent qu'en dialecte du Sarladais. Il fait des études chez les jésuites puis dans les écoles marianistes. Il était destiné à la prêtrise, mais renoncera à entrer dans les ordres. Il sera successivement enseignant, huissier de justice, militaire et inspecteur d'assurance. Très tôt il s'intéresse à la langue d'oc. Il consacrera sa vie à la rédaction d'ouvrages en occitan (poésie, prose, théâtre, études linguistiques, conférences).
Prisonnier dans un oflag de 1939 à 1945, il souffre de faim et de privation de liberté mais continue à lutter pour la défense de la langue d'oc. C'est ainsi qu'il crée L'Escòla dels embarbelats (« l'école des barbelés ») à Lubeck en 1940 avec des compagnons occitanophones, ils décident de confronter les divers systèmes de graphies existants afin de les concilier et d'en dégager une formule cohérente d'unification qui pourrait prétendre à rallier tous les dialectes. C'est cette graphie éclectique qui sera désormais celle de Pierre Miremont.
Il est élu majoral du Félibrige en 1945 Cigale d'or d'Aquitaine, et travaille à la promotion de la langue du Pays d'Oc du Périgord noir dont il publie un glossaire en 1974.
Pierre Miremont est Chevalier de la Légion d'honneur.

## Hommages
Une rue de Sarlat-la-Canéda a été baptisée allée du Majoral Pierre Miremont en son honneur.
Une avenue, inaugurée en 1980  porte également son nom au Buisson-de-Cadouin, sa ville natale.

## Publications
46 livres ont été édités à compte d'auteur, dont 25 recueils de poèmes, 11 livres en prose et 10 pièces de théâtre. On dénombre également 3 livres édités après sa mort et de nombreux inédits.
On peut encore se procurer certains de ses ouvrages à l'association Félibréenne le Bournat du Périgord, à Périgueux, détentrice du fonds Pierre Miremont depuis son décès.

### En français

#### Poésie
- 1939 : Le cricri de la crèche
- 1940 : Chansons de caserne
- 1928 : Profils terrassonnais
- 1930 : Nouveaux profils, sonnets à l'eau forte, éd. Argonne
- 1946 : Nos mois harmonieux
- 1940-1945 : Noëls e Nadalets
- 1946-1952 : Chants de prisonniers

#### Prose
- 1983 : La littérature d'oc, des troubadours aux félibres avec Jean Monestier, éd. Fanlac.
- 1985 : Le Félibrige et la langue d'oc avec Jean Monestier.

### En occitan

#### Poésie
Il reçoit en 1933 le grand prix Fabien Artigue de poésie occitane et la même année il est récompensé du premier prix d'Honneur lors de la félibrée de Decazeville. 
- 1934 : Jol casque
- 1935 : Ressons de Rurh
- 1939 : Vista deus monts
- 1940 : Jol solelh deus trobadors
- 1940 : Pantais d'un grelh
- 1953 : Guerra kaki
- 1967 : Planh de faidits
- 1969 : Darrer'ls  barbelats
- 1974 : Al solelh d'amor, éd. Salingardes
- 1971 : Doléncia
- 1972 : Jol cel del Perigòrd, éd. Salingardes
- 1975 : Jol solelh d'òc
- 1978 : Raça raceja
- 1979 : Muratel, poema epic est le dernier livre qu'il a publié. C'est un long poème épique commencé en 1925 et achevé en 1975, composé de plus de 600 strophes de 7 vers chacune racontant l'histoire du château de Muratel et de ses seigneurs.

### Prose
- 1948 : Dichas de captivitat
- 1973 : Contes peus petits elhs
- 1973 : Lo devinaire
- 1975 : Bastard de curet
- 1976 : Contes pel brave monde
- 1971 : Espofinadas
- 1974 : Proverbes e dictons del Perigòrd
- 1974 : Biais de dire en Perigòrd
- 1974 : Glossari del Perigòrd Negre, éd. Carrière, Rodez
- 1976 : Syntaxi occitana del Perigòrd
- 1977 : Femnas e Miquelets
- 1985 : Brondilhs

### Théâtre
- 1922 : Lo fotografe de fièra
- 1934 : Chas'l fotografe
- 1931 : Lo bilhet de femnas
- 1934 : Paures medecins
- 1937 : La Nòra
- 1939 : Perqué Sostena se marridèt pas
- 1948 : L'Espion
- 1951 : La Loteria , comedia en dos attes, éd. G.Subervie, Rodez,. 1951.
- 1952 : Gaston se vòl far medecin
- 1950 : Lo Quorum